# Fabien Gilot

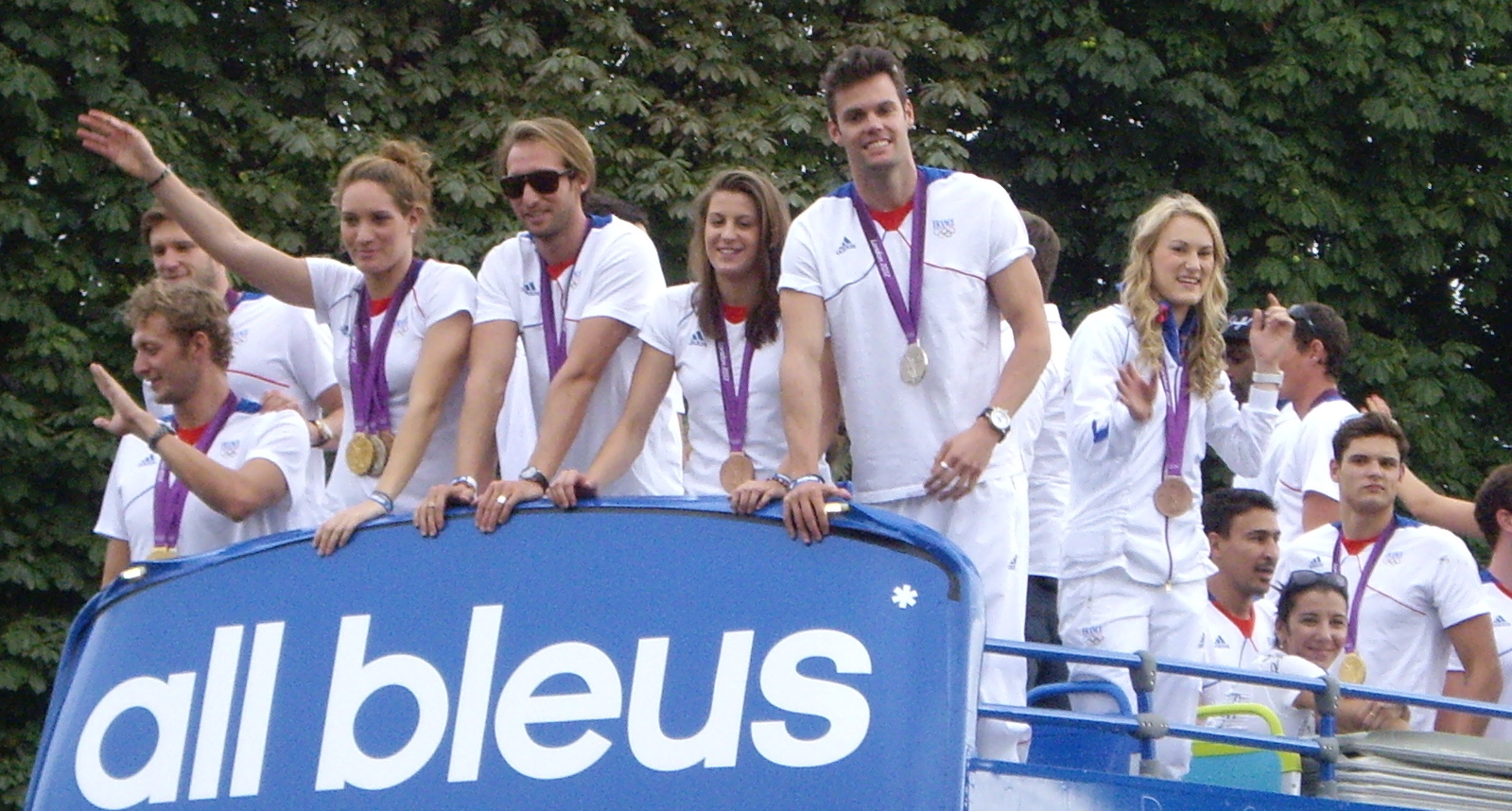
Fabien Gilot bij de huldiging van de Franse olympische ploeg in 2012.

Fabien Gilot (Denain, 27 april 1984) is een Franse zwemmer. Gilot vertegenwoordigde Frankrijk op de Olympische Zomerspelen 2004 in Athene, op de Olympische Zomerspelen 2008 in Peking, op de Olympische Zomerspelen 2012 in Londen en op de Olympische Zomerspelen 2016 in Rio de Janeiro.

## Zwemcarrière
Gilot maakte zijn internationale debuut op de wereldkampioenschappen zwemmen 2003 in Barcelona. Op de 4x100 meter vrije slag veroverde hij samen met Romain Barnier, Julien Sicot en Frédérick Bousquet de bronzen medaille.
Op de Europese kampioenschappen zwemmen 2004 in Madrid legde hij samen met Amaury Leveaux, Germain Cayette en Julien Sicot beslag op de zilveren medaille op de 4x100 meter vrije slag. Tijdens de Olympische Zomerspelen 2004 in Athene eindigde de Fransman als zevende op de 4x100 meter vrije slag, deze prestatie zette hij neer samen met Romain Barnier, Julien Sicot en Frédérick Bousquet. Tijdens de Europese kampioenschappen kortebaanzwemmen 2004 in het Oostenrijkse Wenen bereikte Gilot de achtste plaats op de 200 meter vrije slag, op de 50 meter vrije slag strandde hij in de series.

### 2005-2008
Op de Europese kampioenschappen kortebaanzwemmen 2005 in Triëst eindigde Gilot als vijfde op de 100 meter vrije slag. Tijdens de Europese kampioenschappen zwemmen 2006 in Boedapest legde de Fransman samen met Alain Bernard, Grégory Mallet en Amaury Leveaux beslag op de bronzen medaille op de 4x100 meter vrije slag. Op de 4x200 meter vrije slag eindigde hij samen met Sébastien Rouault, Mathieu Madelaine en Amaury Leveaux als vierde. Op de Europese kampioenschappen kortebaanzwemmen 2006 in Helsinki eindigde Gilot als vierde op de 100 meter vrije slag en als zevende op de 200 meter vrije slag.
Op de wereldkampioenschappen zwemmen 2007 in Melbourne veroverde Gilot de bronzen medaille op de 4x100 meter vrije slag samen met Frédérick Bousquet, Julien Sicot en Alain Bernard. Op de 200 meter vrije slag strandde hij in de series. Tijdens de Europese kampioenschappen zwemmen 2008 in Eindhoven bereikte de Fransman de vierde plaats op de 100 meter vrije slag.
Tijdens de Spelen in Peking veroverde de Fransman samen met Amaury Leveaux, Frédérick Bousquet en Alain Bernard de zilveren medaille op de 4x100 meter vrije slag op slechts 0,08 seconde achter het Amerikaanse viertal, het kwartet verbeterde tijdens deze race tevens het Europees record. Op de 100 meter vrije slag strandde Gilot in de halve finales. Op de Europese kampioenschappen kortebaanzwemmen 2008 in Rijeka veroverde hij de zilveren medaille op de 100 meter vrije slag. Met zijn ploeggenoten Alain Bernard, Amaury Leveaux en Frédérick Bousquet sleepte hij de Europese titel in de wacht op de 4x50 meter vrije slag, het kwartet deed dat in een wereldrecordtijd.

### 2009-2012
In Rome nam Gilot deel aan de wereldkampioenschappen zwemmen 2009, op dit toernooi sleepte hij samen met Alain Bernard, Grégory Mallet en Fréderick Bousquet hij de bronzen medaille in de wacht op de 4x100 meter vrije slag.
Tijdens de Europese kampioenschappen zwemmen 2010 in Boedapest legde Gilot op de 50 meter vrije slag beslag op de bronzen medaille. Op de 4x100 meter wisselslag veroverde hij samen met Camille Lacourt, Hugues Duboscq en Frédérick Bousquet de Europese titel, samen met Yannick Agnel, William Meynard en Alain Bernard sleepte hij de zilveren medaille in de wacht op de 4x100 meter vrije slag. Op de wereldkampioenschappen kortebaanzwemmen 2010 in Dubai legde de Fransman op de 100 meter vrije slag beslag op de zilveren medaille, op de 100 meter vlinderslag strandde hij in de series. Op de 4x100 meter vrije slag veroverde hij samen met Alain Bernard, Frédérick Bousquet en Yannick Agnel de wereldtitel, samen met Yannick Agnel, Clément Lefert en Jérémy Stravius sleepte hij de bronzen medaille in de wacht op de 4x200 meter vrije slag. Op de 4x100 meter wisselslag eindigde hij samen met Camille Lacourt, Hugues Duboscq en Frédérick Bousquet op de vierde plaats.
In Shanghai nam Gilot deel aan de wereldkampioenschappen zwemmen 2011, op dit toernooi eindigde hij als vijfde op de 100 meter vrije slag. Op de 4x100 meter vrije slag legde hij samen met Alain Bernard, Jérémy Stravius en William Meynard beslag op de zilveren medaille, samen met Yannick Agnel, Grégory Mallet en Jérémy Stravius veroverde hij de zilveren medaille op de 4x200 meter vrije slag. Op de 4x100 meter wisselslag strandde hij samen met Jérémy Stravius, Hugues Duboscq en Florent Manaudou in de series.
Tijdens de Olympische Zomerspelen van 2012 in Londen veroverde de Fransman samen met Amaury Leveaux, Clément Lefert en Yannick Agnel de gouden medaille op de 4x100 meter vrije slag. In de laatste 50 meter wist Agnel de achterstand op het Amerikaanse team nog om te buigen naar een voorsprong. Op de 100 meter vrije slag werd Gilot uitgeschakeld in de series.

### 2013-2016
Op de wereldkampioenschappen zwemmen 2013 in Barcelona eindigde Gilot als zevende op de 100 meter vrije slag. Op de 4x100 meter vrije slag werd hij samen met Yannick Agnel, Florent Manaudou en Jérémy Stravius wereldkampioen. Samen met Camille Lacourt, Giacomo Perez Dortona en Jérémy Stravius sleepte hij de wereldtitel in de wacht op de 4x100 meter wisselslag. In Herning nam de Fransman deel aan de Europese kampioenschappen kortebaanzwemmen 2013. Op dit toernooi eindigde hij als vierde op de 100 meter vrije slag. Op de 4x50 meter vrije slag eindigde hij samen met Jérémy Stravius, Clément Mignon en Mehdy Metella op de vierde plaats, samen met Jérémy Stravius, Mélanie Henique en Anna Santamans eindigde hij als vijfde op de gemengde 4x50 meter vrije slag.
Tijdens de Europese kampioenschappen zwemmen 2014 in Berlijn veroverde Gilot de zilveren medaille op de 100 meter vrije slag, op de 50 meter vriej slag strandde hij in de halve finales. Op de 4x100 meter vrije slag werd hij samen met Mehdy Metella, Florent Manaudou en Jérémy Stravius Europees kampioen, samen met Jérémy Stravius, Giacomo Perez Dortona en Mehdy Metella behaalde hij de zilveren medaille op de 4x100 meter wisselslag. Op de wereldkampioenschappen kortebaanzwemmen 2014 in Doha werd de Fransman samen met Clément Mignon, Florent Manaudou en Mehdy Metella wereldkampioen op de 4x100 meter vrije slag.
In Kazan nam Gilot deel aan de wereldkampioenschappen zwemmen 2015. Op dit toernooi werd hij uitgeschakeld in de halve finales van de 100 meter vrije slag. Op de 4x100 meter vrije slag legde hij samen met Mehdy Metella, Florent Manaudou en Jérémy Stravius beslag op de wereldtitel. Samen met Camille Lacourt, Giacomo Perez Dortona en Mehdy Metella sleepte hij de bronzen medaille in de wacht op de 4x100 meter wisselslag.
Tijdens de Europese kampioenschappen zwemmen 2016 in Londen prolongeerde hij samen met William Meynard, Florent Manaudou en Clément Mignon de Europese titel op de 4x100 meter vrije slag. Op de Olympische Zomerspelen van 2016 in Rio de Janeiro veroverde hij samen met Mehdy Metella, Florent Manaudou en Jérémy Stravius de zilveren medaille.

## Internationale toernooien
| Jaar | Olympische Spelen                       | WK langebaan                                                                      | WK kortebaan                                                                                          | EK langebaan | EK kortebaan                                                       |
| ---- | --------------------------------------- | --------------------------------------------------------------------------------- | --- | --- | ------------------------------------------------------------------ |
| 2003 |                                         | 4x100m vrije slag                                                                 | | | geen deelname                                                      |
| 2004 | 7e 4x100m vrije slag                    |                                                                                   | geen deelname                                                                                         | 4x100m vrije slag                                                                                                  | 27e 50m vrije slag 8e 200m vrije slag                              |
| 2005 |                                         | geen deelname                                                                     | | | 5e 100m vrije slag · 4x50m vrije slag · Gilot zwom enkel de series |
| 2006 |                                         |                                                                                   | geen deelname                                                                                         | 18e 100m vrije slag · 4x100m vrije slag · 4e 4x200m vrije slag · 4e 4x100m wisselslag · Gilot zwom enkel de series | 4e 100m vrije slag 7e 200m vrije slag                              |
| 2007 |                                         | 19e 200m vrije slag · 4x100m vrije slag · 10e 4x200m vrije slag                   | | | geen deelname                                                      |
| 2008 | 15e 100m vrije slag · 4x100m vrije slag |                                                                                   | geen deelname                                                                                         | 4e 100m vrije slag                                                                                                 | 18e 50m vrije slag · 100m vrije slag · 4x50m vrije slag            |
| 2009 |                                         | 4x100m vrije slag                                                                 | | | geen deelname                                                      |
| 2010 |                                         |                                                                                   | 100m vrije slag · 24e 100m vlinderslag · 4x100m vrije slag · 4x200m vrije slag · 4e 4x100m wisselslag | 50m vrije slag · 4x100m vrije slag · 4x100m wisselslag                                                             | geen deelname                                                      |
| 2011 |                                         | 5e 100m vrije slag · 4x100m vrije slag · 4x200m vrije slag · 9e 4x100m wisselslag | | | geen deelname                                                      |
| 2012 | 11e 100m vrije slag · 4x100m vrije slag |                                                                                   | geen deelname                                                                                         | geen deelname | geen deelname                                                      |
| 2013 |                                         | 7e 100m vrije slag · 4x100m vrije slag · 4x100m wisselslag                        | | | 4e 100m vrije slag 4e 4x50m vrije slag 5e 4x50m vrije slag gemengd |
| 2014 |                                         |                                                                                   | 4x100m vrije slag                                                                                     | 14e 50m vrije slag · 100m vrije slag · 4x100m vrije slag · 4x100m wisselslag                                       |                                                                    |
| 2015 |                                         | 11e 100m vrije slag · 4x100m vrije slag · 4x100m wisselslag                       | | | geen deelname                                                      |
| 2016 | 4x100m vrije slag                       |                                                                                   | 6-11 december                                                                                         | 4x100m vrije slag                                                                                                  |                                                                    |

## Persoonlijke records
Bijgewerkt tot en met 31 maart 2015
Kortebaan
| Afstand         | Tijd    | Datum            | Plaats |
| --------------- | ------- | ---------------- | ------ |
| 50m vrije slag  | 21,11   | 5 december 2008  | Angers |
| 100m vrije slag | 45,81   | 12 december 2008 | Rijeka |
| 200m vrije slag | 1.43,58 | 23 december 2007 | Istres |

Langebaan
| Afstand         | Tijd    | Datum            | Plaats      |
| --------------- | ------- | ---------------- | ----------- |
| 50m vrije slag  | 21,65   | 26 april 2009    | Montpellier |
| 100m vrije slag | 47,73   | 26 juli 2009     | Rome        |
| 200m vrije slag | 1.48,23 | 25 november 2007 | Montpellier |
| 50m vlinderslag | 23,47   | 31 maart 2015    | Limoges     |